# Cricca di Zhili
La cricca di Zhili (cinese: 直(隶)系军阀; pinyin: Zhí (Lì) Xì Jūn Fá) fu una delle tante fazioni che si scissero dall'Esercito Beiyang dopo la frammentazione dell'esercito stesso, che diede inizio al periodo dei signori della guerra. Il suo nome deriva dallo Zhili (odierno Hebei), provincia in cui la cricca aveva maggior potere.

## Storia
La cricca fu formata inizialmente da un gruppo di ufficiali nemici del primo ministro Duan Qirui, il quale aveva anche il controllo della cricca di Anhui, cui concedeva privilegi e promozioni. Questi ufficiali dissidenti videro nel presidente Feng Guozhang il loro dirigente, in quanto egli era uno storico rivale di Duan Qirui in seno al governo. Tuttavia, in un primo momento la cricca di Zhili dovette condividere il potere con quella di Anhui.
Nel 1923, due anni dopo la fondazione del Partito Comunista Cinese, la cricca di Zhili ottenne un discreto sostegno occidentale per il suo pubblico anti-comunismo e anti-sindacalismo.
Dopo la morte di Feng Guozhang, avvenuta nel 1919, la guida della cricca passò al generale Cao Kun. Quando Duan Qirui tentò di rafforzare il potere della cricca di Anhui, Cao portò la cricca di Zhili a muovere guerra contro di lui, già nel 1920; nel 1922 venne sconfitta anche la cricca del Fengtian; nel 1923 Cao Kun venne insediato come presidente della Repubblica; nel 1924, infine, la cricca di Anhui fu definitivamente sconfitta.
Cao tentò inutilmente di instaurare dei rapporti con Sun Yat-sen, ma sostenne una linea più moderata nella Guerra di Protezione Costituzionale.
Nonostante la vittoria, il potere della cricca di Zhili non era assoluto: nel 1924, infatti, mentre combatteva la Seconda guerra Zhili-Fengtian, Cao Kun venne rovesciato da un colpo di Stato ordito dal generale Feng Yuxiang; cricca del Fengtian e di Anhui si allearono e presero il controllo di Pechino.
Il potere della cricca passò quindi a Wu Peifu, brillante stratega e comandante militare che aveva servito nell'esercito di Cao Kun. Sotto Wu, la cricca manteneva il controllo di alcune province centrali, ma si trovava pericolosamente in crisi; quando il Guomindang lanciò la Spedizione del Nord, la cricca di Zhili tentò di allearsi alla cricca del Fengtian —la sua antica rivale— per fermare l'avanzata di Chiang Kai-shek. Il piano fallì e nel 1928 la cricca venne completamente annientata.

## Capi della cricca
- Feng Guozhang (1916—1919)
- Cao Kun (1919—1924)
- Wu Peifu (1924—1928)